# David Doblas
David Jesús Doblas Portilla (Santander, 6 de agosto de 1981) es un baloncestista español que juega en los Tokyo Hachioji Bee Trains de la B.League. Con 2.06 de estatura, juega en la posición de pívot.

## Trayectoria
Se forma en las categorías inferiores del CB Solares ( Cantabria ) donde más tarde fichó por el  Saski Baskonia, coincidiendo con Ricardo Uriz y José Manuel Calderón. Con únicamente 18 años es cedido por el equipo vitoriano al Melilla Baloncesto y luego al Rosalía de Castro. Sus dos siguientes equipos serían el CB Granada, donde demuestra un gran pundonor, y el CB Algeciras de la liga LEB. Con 24 ficha por el San Sebastián Gipuzkoa Basket Club, equipo que marcaría su carrera deportiva, ya que se convertiría en un jugador franquicia y capitán en el equipo donostiarra durante 10 años, en los que se ha conseguido dos ascensos de Liga LEB  a Liga ACB. En la temporada 2007-2008 tuvo un breve paréntesis en su estancia en San Sebastián, ya que fichó por el Menorca Bàsquet, pero únicamente jugó durante 5 partidos en el equipo menorquín, volviendo al  San Sebastián Gipuzkoa Basket Club.
En la temporada 2016-2017, jugó para el equipo griego del Doxa Lefkadas B.C. y la siguiente la disputó en las filas del Club Estudiantes Concordia argentino.
En agosto de 2018, ficha por el equipo japonés del Levanga Hokkaido.
En 2019, firmó como jugador del Club Atlético Aguada de Uruguay, antes de regresar a Japón.
En las siguientes cuatro temporadas jugaría en la B.League japonesa formando parte de los equipos de Fukuoka Rizing, Kumamoto Volters, Bambitious Nara y Osaka Evessa.
Al comienzo de la temporada 2022-23, regresa a España para jugar en el Baloncesto Talavera de Liga LEB Plata, con el que disputa 3 partidos en los que promedia 12,3 puntos y 6,7 capturas por encuentro.
El 2 de noviembre de 2022, firma por el Shiga Lakestars de la B.League.